# Бекарюков Дмитро Дмитрович
Дмитро́ Дми́трович Бекарюко́в (*1 січня 1861, Василівка Харківської губернії — †13 вересня 1934, Москва) — російський і український радянський гігієніст, фахівець в галузі шкільної гігієни.

## Життєпис
Народився у селі Василівці колишнього Вовчанського повіту Харківської губернії у родині поміщика.
Навчався в на медичному факультеті Харківського та згодом Казанського університету (закінчив у 1886).
Після закінчення навчання був ординатором Харківської губернської земської лікарні.
Брав активну участь у революційному русі (народник). В 1889 був арештований і засланий до Акмолінська.
З 1894 р. працював дільничним лікарем Піденно-Східної залізниці (Куп'янськ Харківської губернії), лікарем Харківсько-Балашовської залізничної лікарні.
З 1898 р. працював у Москві.
З 1901 р. був шкільним санітарним лікарем Московської міської управи. Секретар (з 1901) та голова (з 1907) московської комісії шкільних лікарів.
Після Жовтневого перевороту проводив значну наукову й організаційну роботу щодо охорони здоров'я радянських школярів. Керував організацією дитячих харчових пунктів; брав участь у розробці проектів дитячих оздоровлювальних закладів і благоустрою шкіл в Москві.
У 1917-1930 рр. завідував Московським шкільно-санітарним бюро.
З 1931 р. працював старшим науковим співробітником в Інституті гігієни ім. Ф. Ф. Ерісмана.
Редактор відділу шкільної гігієни журналу «Вестник воспитания».
Один з авторів проектів перших оздоровчих дитячих установ Москви Автор першого в Росії посібника зі шкільної гігієни «Основные начала школьной гигиены» (Москва, 1906; 1914).
Брав участь у перших розробках гігієнічних норм навчального навантаження школярів.
В 1926 отримав звання Героя Праці.
Шкільну гігієну Бекарюков розумів як «гігієну виховання», енергійно обстоював профілактичний напрям у цій галузі.

## Праці
- «Основные начала школьной гигиены», 2 изд., М., 1914;
- «Острозаразные заболевания в школах», М., 1920;
- «Охрана здоровья детей в школах», М.-Л., 1926 (ред.);
- «К вопросу о вентиляции в школьных зданиях», «Охрана здоровья детей и подростков», 1933, ? 4, с. 9.